# Baunt
Baunt (rusky Баунт) je jezero v severní části Burjatské republiky v Rusku v dolině řeky Cipy. Má rozlohu 165 km² a je 16 km dlouhé a 9 km široké. Dosahuje průměrné hloubky 17 m a maximální 33 m. Leží v nadmořské výšce 1059 m.

## Pobřeží
Nachází se v mezihorské kotlině, která je oddělená Jihomujským hřbetem od Vitimské vysočiny.

## Vodní režim
Do Bauntu ústí řeky Horní Cipa, Kinavka a Cipikan a odtéká z něj Dolní Cipa (povodí Leny).